# Couvonges
Couvonges település Franciaországban, Meuse megyében. Lakosainak száma 153 fő (2022. január 1.). Couvonges Beurey-sur-Saulx, Mognéville, Val-d’Ornain és Vassincourt községekkel határos.

## Népesség
A település népességének változása:
| Lakosok száma | 128  | 107  | 108  | 139  | 161  | 159  | 156  | 153  | 152  | 153  |
|               | 1968 | 1982 | 1990 | 2006 | 2013 | 2015 | 2017 | 2019 | 2020 | 2022 |